# برنت رينو
برنت أنطوني رينو (13 أكتوبر 1971 - 13 مارس 2022)، هو صحفي ومخرج أفلام وثائقية ومصور صحفي أمريكي. كان يعمل قبل مقتله لصالح صحيفة نيويورك تايمز. قُتل في 13 مارس 2022 على يد جنود روس أثناء تغطيته حرب الغزو الروسي لأوكرانيا في ضاحية إربين، شمال غرب العاصمة كييف.

## روابط خارجية
- الموقع الرسمي
- برنت رينو في قاعدة بيانات الأفلام على الإنترنت